# Georges Fourest
Georges Fourest (* 6. April 1864 in Limoges; † 25. Januar 1945 in Paris) war ein französischer Schriftsteller.

## Leben und Werk
Georges Fourest schloss ein Studium der Rechtswissenschaft ab, übte aber den Beruf nur kurz aus. Er widmete sich der Literatur und schrieb für die Zeitschriften Le Décadent (1886–1889) und L’Ermitage (1890–1907). Zu Lebzeiten veröffentlichte er nur zwei Gedichtbände, die zahlreiche Auflagen erlebten, und einen Band Erzählungen. Seine die poetischen Regeln durchbrechenden und oft parodistischen Gedichte wurden von den einen als humorvoll, burlesk oder karnavalesk erachtet, von den anderen als dekadent, skandalös oder gar monströs. Castex/Surer ordneten ihn der École fantaisiste zu. In jüngster Zeit gab Yannick Beaubatie drei Werke aus dem Nachlass heraus.

## Werke (Auswahl)
- La négresse blonde. A. Messein, Paris 1909. (Vorwort von Willy) (zahlreiche Auflagen im Verlag J. Corti, ab 1998 im Verlag Grasset, zuletzt 2010)
- Contes pour les satyres. A. Messein, Paris 1923. J. Corti, Paris 1990.
- Le géranium ovipare. J. Corti, Paris 1935. (zahlreiche Auflagen, zuletzt Grasset, 2009)
- (postum) Vingt-deux épigrammes plaisantes imitées de M. V. Martial, chevalier romain. Hrsg. Yannick Beaubatie. Du Lérot, Tusson 2017.
- (postum) La chanson falote. Hrsg. Yannick Beaubatie. Du Lérot, Tusson 2017.
- (postum) En quête de réponses. Hrsg. Yannick Beaubatie. Du Lérot, Tusson 2022.